# Estación de Castillejo-Añover
Castillejo-Añover es una estación ferroviaria situada en el municipio español de Aranjuez, en la comunidad de Madrid, aunque también presta servicio al municipio de Añover de Tajo. La estación constituye un nudo ferroviario de importancia menor dentro de la red ferroviaria española, en el que se bifurcan las líneas férreas Madrid-Valencia y Castillejo-Algodor. Dispone de servicios limitados de media distancia operados por Renfe. Cumple también funciones logísticas.

## Situación ferroviaria
La estación, que se encuentra a 510,72 metros de altitud, forma parte de los trazados de las siguientes líneas férreas:
- Línea férrea de ancho ibérico Madrid-Valencia, punto kilométrico 64,2.[2]
- Línea férrea de ancho ibérico Castillejo Añover-Algodor, punto kilométrico 64,2.[2]

Esta última línea antiguamente llegaba hasta Toledo, si bien fue desmantelada parcialmente entre Toledo y Algodor para la construcción del trazado de alta velocidad entre Madrid y Toledo. El tramo es de vía doble y está electrificado.

## Historia
La estación fue inaugurada el 12 de septiembre de 1853 con la apertura del tramo Aranjuez-Tembleque de la línea férrea entre Madrid y Almansa que prolongaba el trazado original entre Madrid y Aranjuez y que tenía por objetivo final llegar a Alicante. Fue construida por parte de la Compañía del Camino de Hierro de Madrid a Aranjuez que tenía a José de Salamanca como su principal impulsor. El 1 de julio de 1856 José de Salamanca, que se había unido con la familia Rothschild y con la compañía du Chemin de Fer du Grand Central obtuvieron la concesión de la línea Madrid-Zaragoza que unida a la concesión entre Madrid y Alicante daría lugar al nacimiento de la Compañía de los Ferrocarriles de Madrid a Zaragoza y Alicante o MZA. El 12 de junio de 1858 esta última completó sus enlaces ferroviarios en la zona con un ramal de 26 kilómetros a Toledo. En 1941 la nacionalización de ferrocarril en España supuso la integración de MZA en la recién creada RENFE.
El tramo Castllejo-Añover a Toledo fue electrificado el 13 de septiembre de 1965. El 2 de julio de 2003 circuló el último tren destino Toledo, cortando la vía a la altura de la estación de Algodor.
Desde el 31 de diciembre de 2004 Renfe Operadora explota la línea mientras que Adif es la titular de las instalaciones ferroviarias.

## La estación
El edificio para viajeros es una amplia estructura de base rectangular y planta única a excepción de su parte central que tiene dos alturas. Posee cuatro andenes, dos de ellos laterales y dos centrales (el edificio de viajeros) y ocho vías. El cambio de andenes se realiza a nivel. El andén central del lado de trenes hacia Alcázar de San Juan está cubierto por una marquesina realizada en acero fundido, parcialmente desmantelada en la actualidad. Cerca de la estación se conserva aún la antigua torre de enclavamientos. 
Si bien el recinto nunca se caracterizó por un gran volumen de viajeros, hacía las funciones de intercambiador entre las líneas Madrid-Alcázar y Aranjuez-Toledo, hasta el cierre de esta última. Al quedar interrumpida la línea hacia Toledo más allá de Algodor, dejó de tener sentido como intercambiador, lo que supuso una pérdida notable de viajeros. 
La presencia de industrias cercanas como las cementeras Asland e Iberia hicieron que el lugar tuviera un tráfico elevado de trenes de mercancías. No obstante, su alejamiento de los núcleos urbanos, la dificultad para acceder a ella (sólo hay acceso por caminos sin asfaltar) y la escasa oferta de trenes con parada (sólo paran dos al día) la han llevado prácticamente a una situación de abandono.

## Servicios ferroviarios

### Media Distancia
Los servicios de Media Distancia que ofrece Renfe gracias a trenes MD tienen como principales destinos Madrid, Albacete y Alcázar de San Juan.
| Línea MD | Trenes | Origen/Destino   |  | Destino/Origen               |
| -------- | ------ | ---------------- |  | ---------------------------- |
| 57       | MD     | Madrid-Chamartín |  | Alcázar de San Juan Albacete |